# Veronica Hardstaff
Veronica Mary Hardstaff, née Veronica Mary Tutt le 23 octobre 1941 à Wellington, est une femme politique britannique.
Membre du Parti travailliste, elle est députée européenne de 1994 à 1999. 